# عائلة كابور
عائلة كابور ، يُطلق عليها أيضًا «العائلة الأولى للسينما الهندية» ، مع ما لا يقل عن 5 أجيال من أحفاد أكثر من 93 عامًا في صناعة السينما، العديد من أفراد العائلة ، سواء من أصل بيولوجي أو مرتبطون عن طريق الزواج من أفراد العائلة ، عملوا في مهن عدة كممثلين ومخرجين ومنتجين. مؤسس السلالة كان بريثفيراج كابور ، الذي كان أول فرد في العائلة يبدأ التمثيل في الأفلام مع فيلمه الأول دو ضاري تالوار عام 1928. اشتهر بالفيلم الدائم الخضرة موغال عزام (1960) ، وهو فيلم صدر في الأصل باللونين الأبيض والأسود حيث لعب دور الإمبراطور المغولي أكبر. تمت إعادة إصدار الفيلم بتنسيق صورة بالألوان الكاملة في 12 نوفمبر 2004. كان من رواد المسرح الهندي والعضو المؤسس لجمعية المسرح الشعبي الهندي (IPTA). كان نجله راج كابور الممثل والمخرج الأكثر نفوذاً في السينما الهندية. كان جيل التكوين أو الجيل الخطي الأقدم لشجرة عائلة كابور التي تم تمثيلها في الأفلام هو والد بريثفيراج كابور ، باششوارناث كابور ، الذي ظهر لأول مرة كممثل في فيلم المتشرد عام 1951 ، والذي تم إنتاجه وإخراجه وتمثيله في دور البطولة من قبل حفيده راج. كابور.